# El casoplón
El casoplón és una pel·lícula espanyola de comèdia de 2025, dirigida per Joaquín Mazón i escrita per Roberto Jiménez. És protagonitzada per Pablo Chiapella, Raquel Guerrero, Nerea Pascual, Álvaro Lafuente i Noah Casas. Es va estrenar als cinemes espanyols el 16 d'abril de 2025, amb distribució de Buena Vista International España.

## Trama
Amb la voluntat d'escapar d'un desastrós estiu, una família de cinc membres decideix quedar-se a dormir en el casalot buit on el pare, en Carlos (Pablo Chiapella), treballa de forma temporal de jardiner durant dues setmanes.

## Repartiment
- Pablo Chiapella com a Carlos
- Raquel Guerrero com a Toñi
- Nerea Pascual com a Alba
- Álvaro Lafuente com a Mateo
- Noah Casas com a Elisa
- Edurne com ella mateixa
- Nur Levi com a Elena
- Iñaki Miramón[2] com a Jaime
- María Córdoba com a Estefanía.

## Producció
El 21 d'agost de 2024, es va anunciar que el rodatge de la pel·lícula El casoplón havia començat sota la direcció de Joaquín Mazón. També es va anunciar que Pablo Chiapella, Raquel Guerrero, Nerea Pascual, Noah Casas, Álvaro Lafuente, Edurne i Iñaki Miramón serien els intèrprets protagonistes de la pel·lícula. El rodatge de la pel·lícula va tenir lloc al llarg de sis setmanes a Madrid, Las Rozas, Bilbao i Basauri.
Edurne també va interpretar la cançó original «Bailar con el viento» per a la pel·lícula.

## Estrena i màrqueting
Quan el rodatge de la pel·lícula es va anunciar per primera vegada, Buena Vista International España va programar la seva estrena en cinemes espanyols per a l'11 d'abril de 2025. No obstant això, el febrer de 2025, quan es va publicar el tràiler, l'estrena es va endarrerir fins al 16 d'abril de 2025.